# Pierre Malar
 (juin 2011).
Si vous disposez d'ouvrages ou d'articles de référence ou si vous connaissez des sites web de qualité traitant du thème abordé ici, merci de compléter l'article en donnant les références utiles à sa vérifiabilité et en les liant à la section « Notes et références ».
Pierre Malar, né Louis Azum le 29 septembre 1924 à Montréjeau (Haute-Garonne) et mort le 13 décembre 2013 à Saint-Gaudens, était un chanteur de charme français.

## Biographie
Il est né d’une mère d’origine espagnole catalane et d’un père né dans la pampa argentine. Il débute au théâtre de l'Étoile en première partie d'Édith Piaf, qui l'a repéré lors d'un radio crochet à Toulouse.
Un soir de Noël 1944, Édith Piaf et Henri Contet rebaptisent Pierre Malar le jeune homme qu’ils ont déniché au cœur de son sud-ouest natal lors d’un radio-crochet. Rapidement il se met au travail et fait ses débuts peu après, le 25 février 1945 au théâtre de l’Étoile avec deux chansons espagnoles Antonio Vargas Herrera et El Sicomero. Le répertoire s’étoffe : La sérénade argentine, Luna Rossa, Montevideo, La petite mule et Je t’aimerai. La carrière se poursuit jusqu’en 1968. Pierre Malar chante sur 3 continents et de multiples scènes, en Europe, en Afrique mais aussi sur le paquebot France.
En 1968, il ouvre une école de chant à Paris. Sa technique vocale et sa connaissance du métier lui valent d’être recherché par des artistes débutants aussi bien que confirmés comme Michel Leeb, Gérard Berliner, Mylène Farmer et Joëlle du groupe Il était une fois.  De nombreux comédiens lui confièrent également leur organe vocal comme Charlotte de Turckheim, Jean-Luc Moreau ou Nicole Gobbi.
En 2005, il quitte Paris pour se retirer dans ses Pyrénées natales afin de vivre sa retraite au grand air. Il meurt en décembre 2013.